# ماریو کرنیچکی
ماریو کرنیچکی (انگلیسی: Mario Crnički؛ زادهٔ ۴ فوریهٔ ۱۹۹۸) بازیکن فوتبال است.